# Reinhard Furrer
Reinhard Alfred Furrer (Wörgl (destijds Duitsland), 25 november 1940 - Berlijn, 9 september 1995) was een Duits natuurkundige, ruimtevaarder, piloot en hoogleraar.
Na de Tweede Wereldoorlog vertrok de familie van Furrer uit het inmiddels weer Oostenrijks geworden Wörgl en vestigde zich in Kempten in Beieren. Furrer studeerde eerst aan de Universiteit van Kiel en vervolgens aan de Freie Universität in West-Berlijn natuurkunde. Tijdens zijn studietijd was Furrer betrokken bij de hulp aan vluchtelingen uit de DDR en was tot de ontdekking op 5 oktober 1964 betrokken bij de bouw en het gebruik van Tunnel 57 bij de Bernauer Straße, waardoor 57 vluchtelingen konden ontsnappen. In 1969 haalde Furrer zijn doctoraal, in 1972 promoveerde hij. Vanaf 1974 doceerde hij in Stuttgart, waarna hij in 1979 zijn habilitatie verwierf.
In 1977 solliciteerde Furrer bij de toenmalige Deutsche Forschungs- und Versuchsanstalt für Luft- und Raumfahrt (DFVLR), toen deze een wetenschappelijk astronaut zochten voor de eerste Spacelab-missie. Bij deze missie werd uiteindelijk Ulf Merbold geselecteerd. In 1985, van 31 oktober tot en met 6 november maakte Furrer zijn ruimtevlucht met de Spaceshuttle Challenger, samen met de Duitser Ernst Messerschmid, de Nederlander Wubbo Ockels en de Amerikanen Henry Hartsfield, Steven Nagel, Bonnie Dunbar, James Buchli en Guion Bluford. Furrer voerde natuurkundige experimenten uit en onderzocht effecten van gewichtsloosheid bij de materiaalverwerking en op het menselijk lichaam.
In 1987 werd Furrer hoogleraar en directeur van het instituut voor ruimtewetenschappen van de Freie Universität in Berlijn.
Furrer was een enthousiast sportvlieger en haalde zijn brevet in 1974. Op 9 september 1995 kwam hij op het vliegveld van Johannisthal in Berlijn om het leven toen hij samen met piloot Gerd Kahdemann een vlucht maakte met een historische Messerschmitt Bf 108.